# Eager learning
Eager learning (engl., „Eifriges Lernen“) ist eine Klasse von maschinellen Lernverfahren. Im Gegensatz zum lazy learning findet dabei die Modellbildung offline einmalig auf Basis der Trainingsdaten statt, und nicht online zur Zeit der Anfrage. Der Vorteil ist, dass dadurch zwar die Zeit des Trainierens durch die Modellbildung verlängert wird, aber die Abfragezeit deutlich verkürzt wird.
Im Gegensatz zum lazy learning kann dabei allerdings die Modellbildung stets nur global über den kompletten Trainingsdatensatz erfolgen, nicht lokal um den Arbeitspunkt, da dieser zum Zeitpunkt des Trainierens/Lernens nicht bekannt ist.